# Hans Hofmann
Hans Hofmann (21. března 1880 – 17. února 1966) byl německý malíř.

## Život
Narodil se roku 1880 ve Weißenburgu v Bavorsku a od šesti let žil s rodiči v Mnichově. Roku 1898 začal docházet na mnichovskou školu malíře Moritze Heymanna, odkud díky stipendiu odešel za studiem do Paříže. Zde se nakonec usadil, ale později se vrátil zpět do Německa. Po začátku první světové války založil roku 1915 vlastní školu. Roku 1930 přijal práci učitele na University of California v Berkeley. Později se rozhodl ve Spojených státech zůstat a již roku 1933 založil v New Yorku vlastní uměleckou školu. Druhou školu založil o rok později v Provincetown ve státě Massachusetts. V roce 1941 získal americké občanství. Zemřel roku 1966 v New Yorku ve věku 86 let.